# Hor Virap
A Hor Virap (örmény nyelven Խոր Վիրապ, Hor Virap, jelentése mély verem, angol alakja Khor Virap) egy 17. században épített kolostor Örményország délnyugati részén, az Ararat tartománybeli Luszarat falu szomszédságában, az Araksz folyó bal partján a török határ mellett. Örmény oldalról készült fényképeken a kolostor háttereként gyakran megjelenik az egykor örmény földön fekvő, ma már török területen magasodó, közeli Ararát, az örmények nemzeti jelképe.

## A kolostor és környezetének története
A kolostor helyén és környékén állt egykor a történelmi Artasat városa, melyet I. Artaxiász örmény király, az Artaszészida dinasztia első uralkodója alapított és tett meg Armenia Magna (azaz Nagy-Örményország) fővárosává Kr.e. 189-188-ban, s amelyet római légiók pusztítottak el Kr.u. 163-ban. A jelenlegi Artasat város a történelmi város romjaitól mintegy 8–10 km-rel északabbra található.
A kolostor története összefonódik Világosító Szent Gergely (kb. 257 – kb. 331) nevével, aki az intézményesített örmény keresztény egyház alapítója, és akit a legenda szerint az akkor még pogány III. Tiridatész örmény király a jelenlegi kolostor helyén levő tömlöcbe, egy mély verembe – ezt jelenti a kolostor neve – vettetett térítő tevékenysége miatt. A király azt gondolta, hogy a veremben élő mérges kígyók halálra marják majd a foglyot. Gergelyt azonban a kígyók nem marták meg, s egy kedves asszony segítségének köszönhetően életben maradt (akinek egyes források szerint Isten mutatta meg Gergely rabságának helyét), aki aztán rendszeresen élelemmel teli kosarakat eresztett le neki a mélybe. Gergely 13 évig raboskodott a veremben. A király, miután elrendelte 37 szűz kivégzését – köztük volt Szent Ripszime és Szent Gajane, akik Rómából menekültek Örményországba, hogy terjesszék a kereszténységet –, megőrült, s más források szerint vaddisznóvá is változott. 301-ben a király nővére, Hoszrovaduht ismétlődő álmot látott, amelyben azt az üzenetet kapta egy angyaltól, hogy a királynak ki kell hozatnia Gergelyt a veremből, és alá kell vetnie magát a rab szándékának ahhoz, hogy a királyság fennmaradhasson, s hogy a király feloldozást nyerjen. Már az csodaszámba ment, hogy Gergelyt életben találták a veremben, de azután az is, hogy a király visszaváltozott emberré. Ezután Gergely a királyt és egész udvarnépét megkeresztelte Vagharsapatban. Megkeresztelése és elméjének visszatérte után a király dekrétumot bocsátott ki, amelyben Gergelyt minden joggal felruházta ahhoz, hogy az örmény nemzetet megtérítse. Így még 301-ben Örményország lett az első olyan ország, amely államvallásává tette a kereszténységet. 302-ben Leontius érsek Caesariában Gergelyt Örményország pátriárkája tisztségében erősítette meg, s ezzel Világosító Szent Gergely az intézményesített örmény keresztény egyház első katolikosza lett. Küldetését teljesítve 80 éves korában visszavonult egy kis szerzetesi közösségbe az akkori Daranalia tartományban, Felső-Örményországban található Sebuh-hegy (Kara Dağ, ma már Törökország területén áll Erzincan és Kemah között, az Eufrátesz nyugati ágának jobb partján) közelében levő kis szentélybe, s itt élte le hátralevő életét.
Bár Szent Gergely halála után a verem helyét tisztelték és a kora középkori (5-6. századi) krónikákban zarándokhelyként említették, a kolostor építésének története csak későbbi időpontra, a 7. századra vezethető vissza: ekkor III. Narszész örmény katolikosz kis kápolnát emeltetett a verem fölé. Egy másik templom is állhatott már korábban a kolostor előtt; ezt azon idősebb kőtömbök alapján feltételezik, melyeket a kolostor nagy, központi templomának, a 17. században emelt Szűz Mária-templomnak az építéséhez is felhasználtak.

## A kolostor építményei

### Szűz Mária-templom
A kolostorkomplexum főépülete az udvar közepén álló, 17. században épített Szűz Mária-templom, mely kupolás csarnoktemplom, bejárata nyugat felé tekint. A templom egy sziklafelboltozódás tetején épült, ami néhol kibukkan a kolostorudvar kövezetének szintje alól. A 14. század második felében a hódító Timuridák lerombolták a templomot, s csak a 17. században építették újjá. Később földrengések rongálták meg ismét, emiatt újjáépítés vagy „csak” felújítás alatt állt 1939-ben, 1949-ben és 1957-ben. A legutóbbi felújítást 2000-2001-ben végezték el rajta annak az évfordulónak keretében, hogy Örményország 1700 éve tette meg államvallássá a kereszténységet.

### Szent György-templom
A Szűz Mária-templomtól délnyugatra a kolostor erődfalának részét képezi a Szent György-templom. Alatta található az a verem, ahol Világosító Szent Gergely 13 évig raboskodott. A Szent György-templom kis méretű bazilika, félkörös apszissal. Az örmény templomokkal ellentétben nem kelet–nyugati tájolású (keleti végében az oltárral), hanem északnyugat–délkeleti, hasonlóan Garni templomához, amit egy urartui szakrális hely fölé emeltek. Emiatt egyesek azt feltételezik, hogy ezen a helyen is ilyen kegyhely állt korábban, ez azonban nem bizonyított.
III. Narszész örmény katolikosz – aki a 7. században számos keresztény épületet emeltetett, és véget vetett az állam és az egyház kettéválasztottságának, és akit Szent Gergely maradványai mellé temettek – 642-ben kápolnát építtetett a verem fölé. A kápolnán belül két verem is található, melyek közül a távolabbi az, ahol Gergely 13 éven keresztül fogoly volt, mielőtt III. Tiridatész királyt megkeresztelte. A verem 6 méter mély, átmérője 4,4 méter; a maga idejében a történelmi Artasat királyi palotájának öregtornyában a kivégzésre ítéltek börtönéhez tartozott.

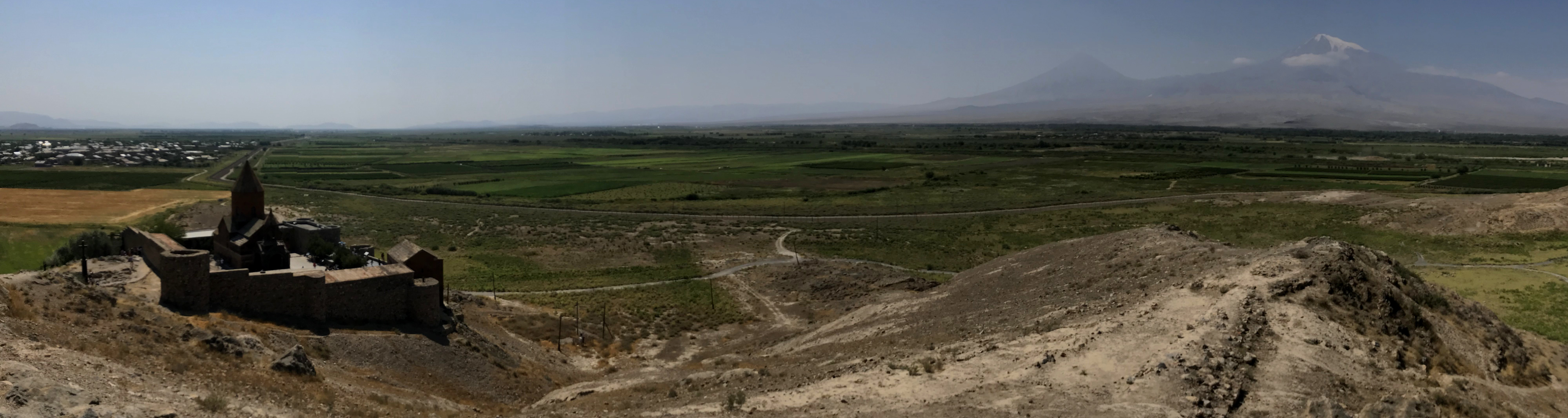
A kolostor és környéke, háttérben az Ararát

## Galéria

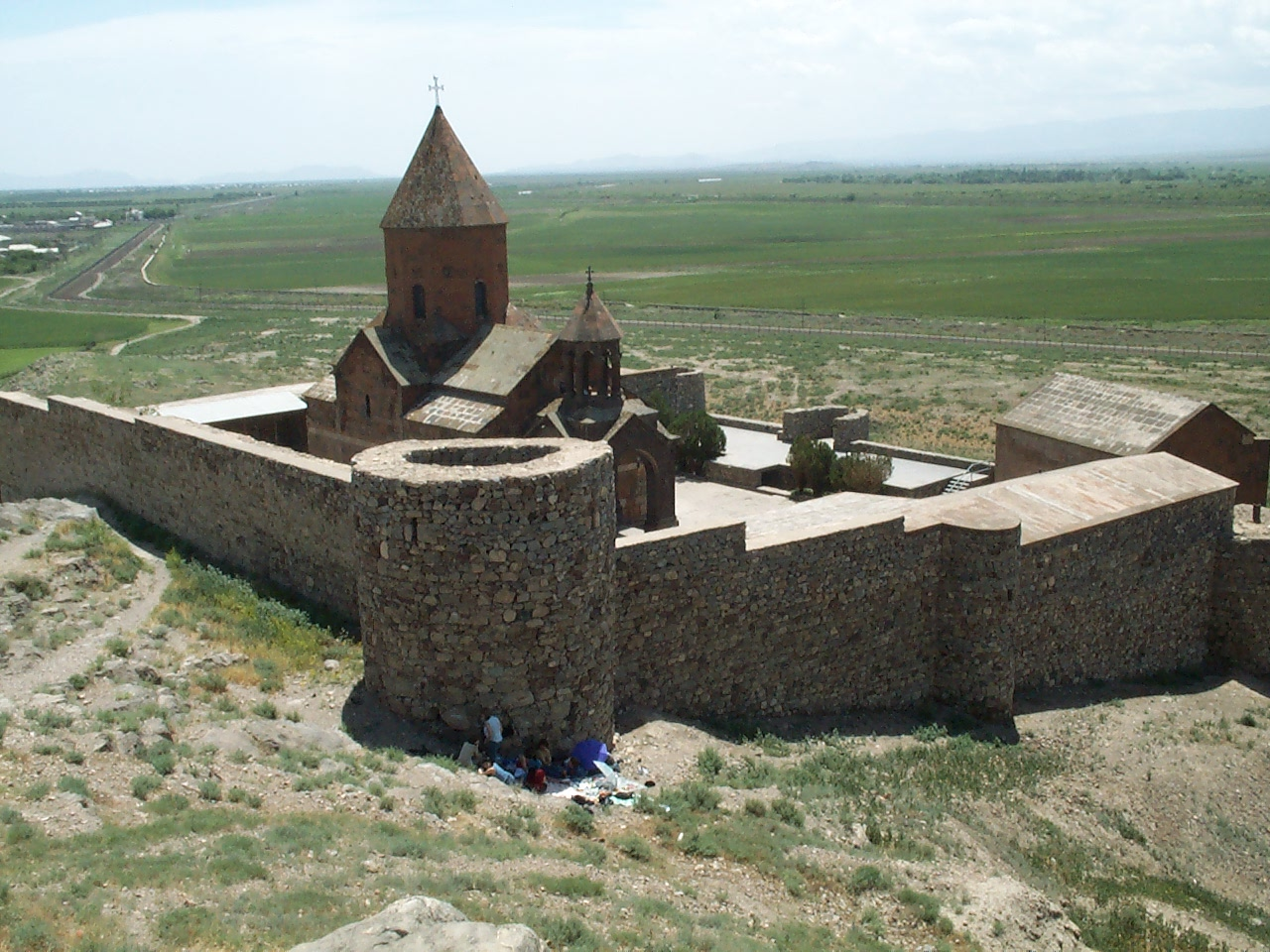
A kolostorkomplexum közepén a Szűz Mária-templom, a kép jobb szélén a Szent György-templom; a kolostor mögött a zárt örmény–török határ
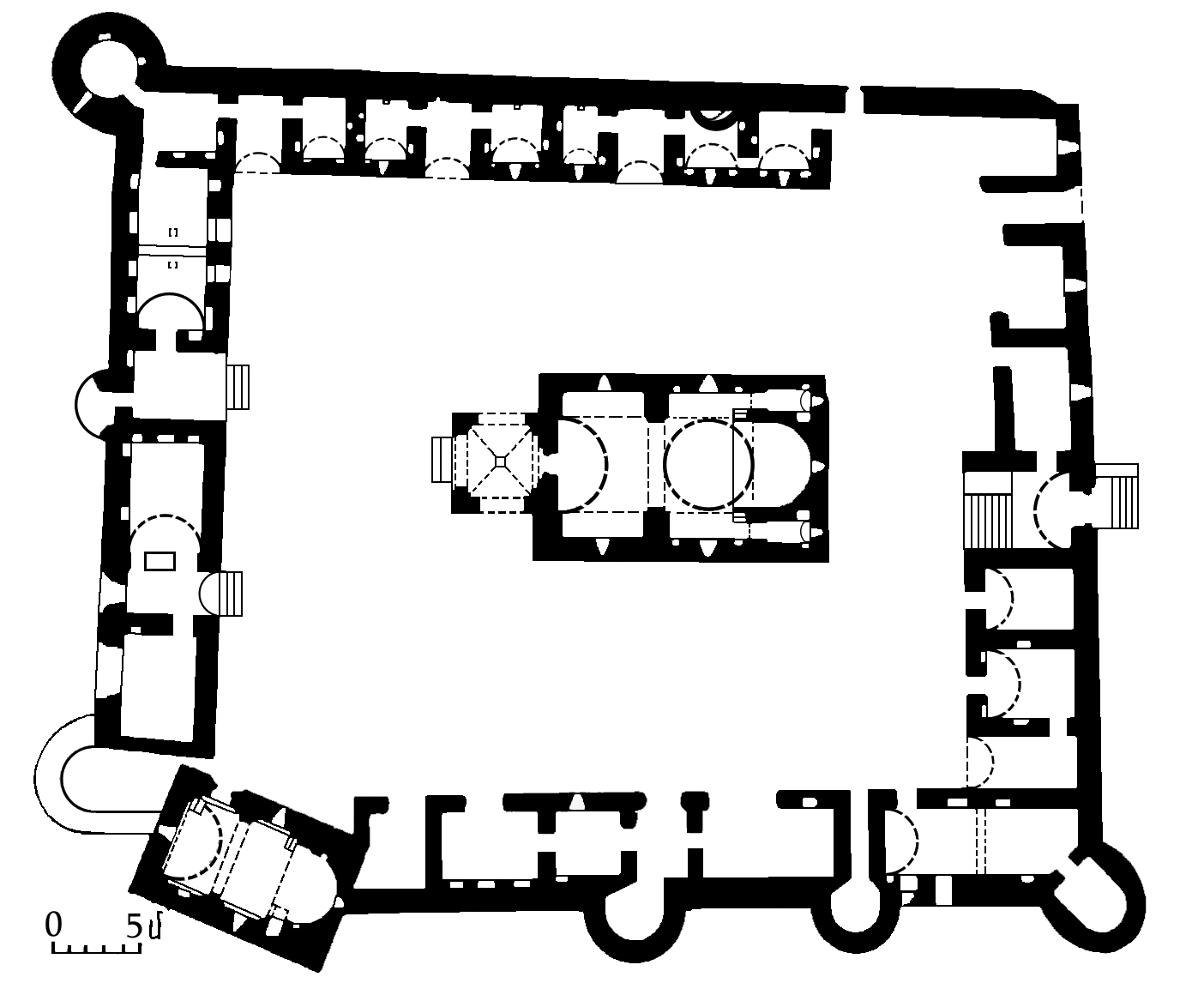
A Hor Virap tájolt alaprajza: középen a Szűz Mária-templom, bal alsó sarokban a Szent György-templom
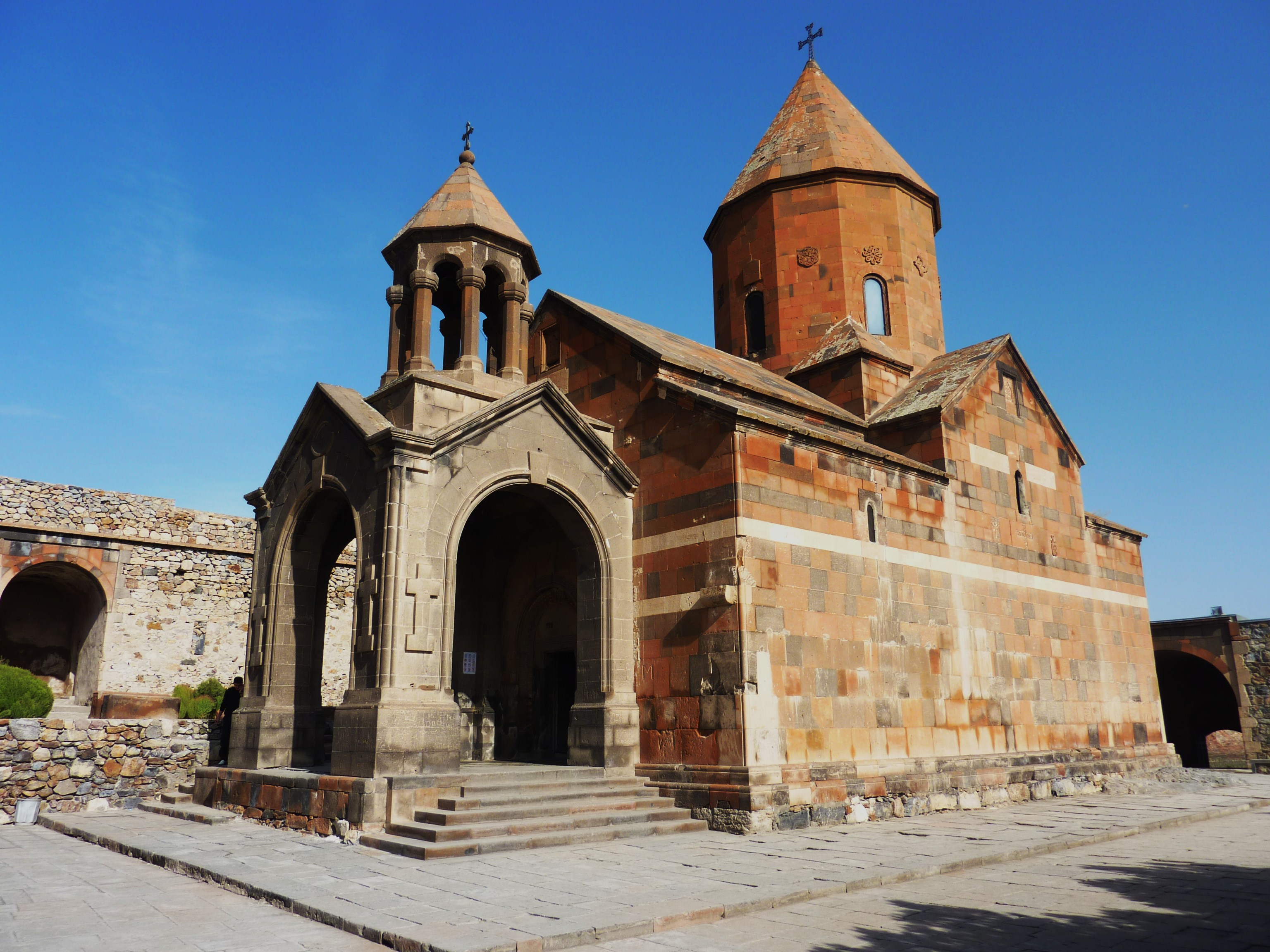
A Szűz Mária-templom, mögötte a kolostor kapubejárata
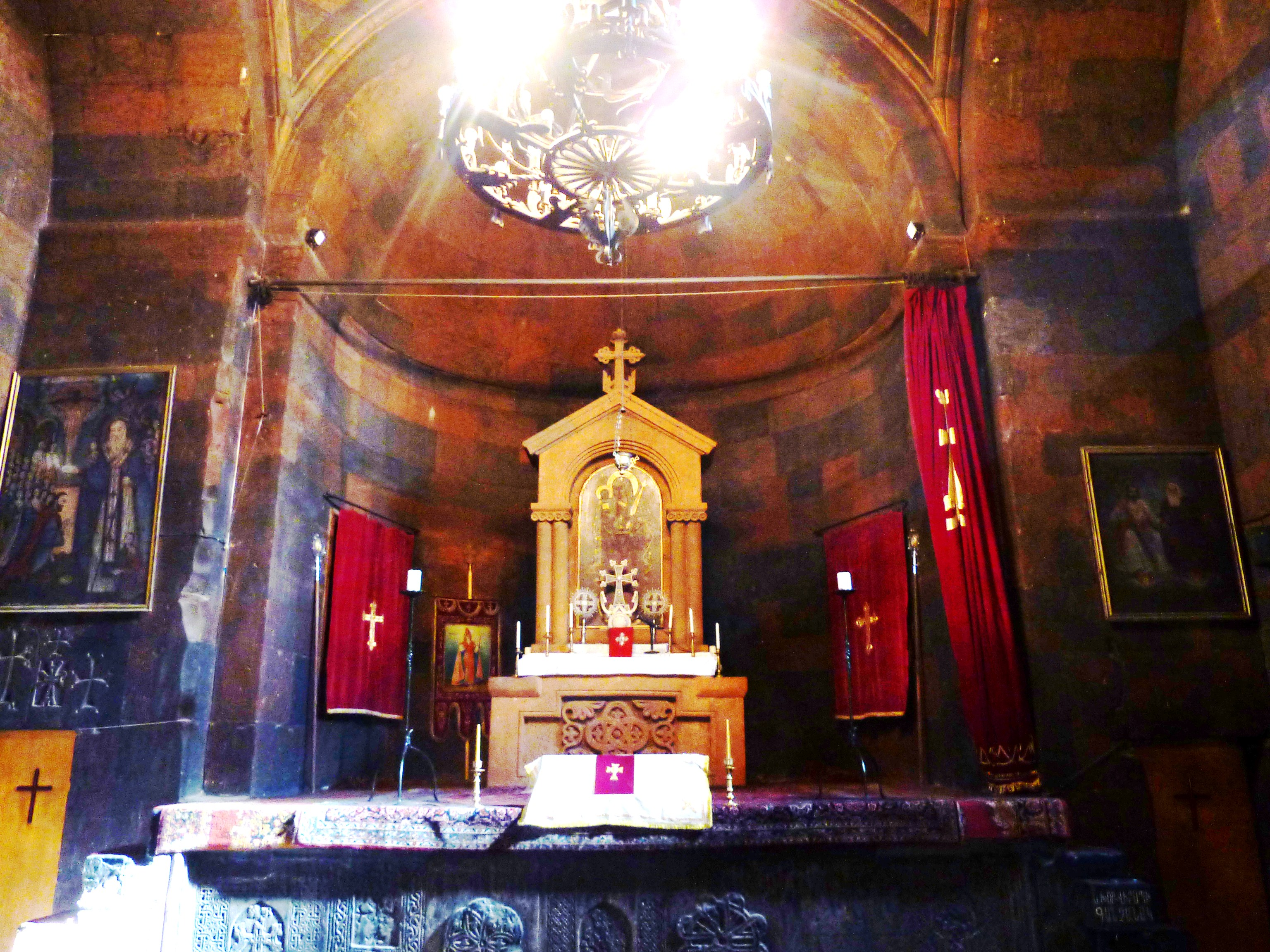
A Szűz Mária-templom apszisa és oltára 2010-ben
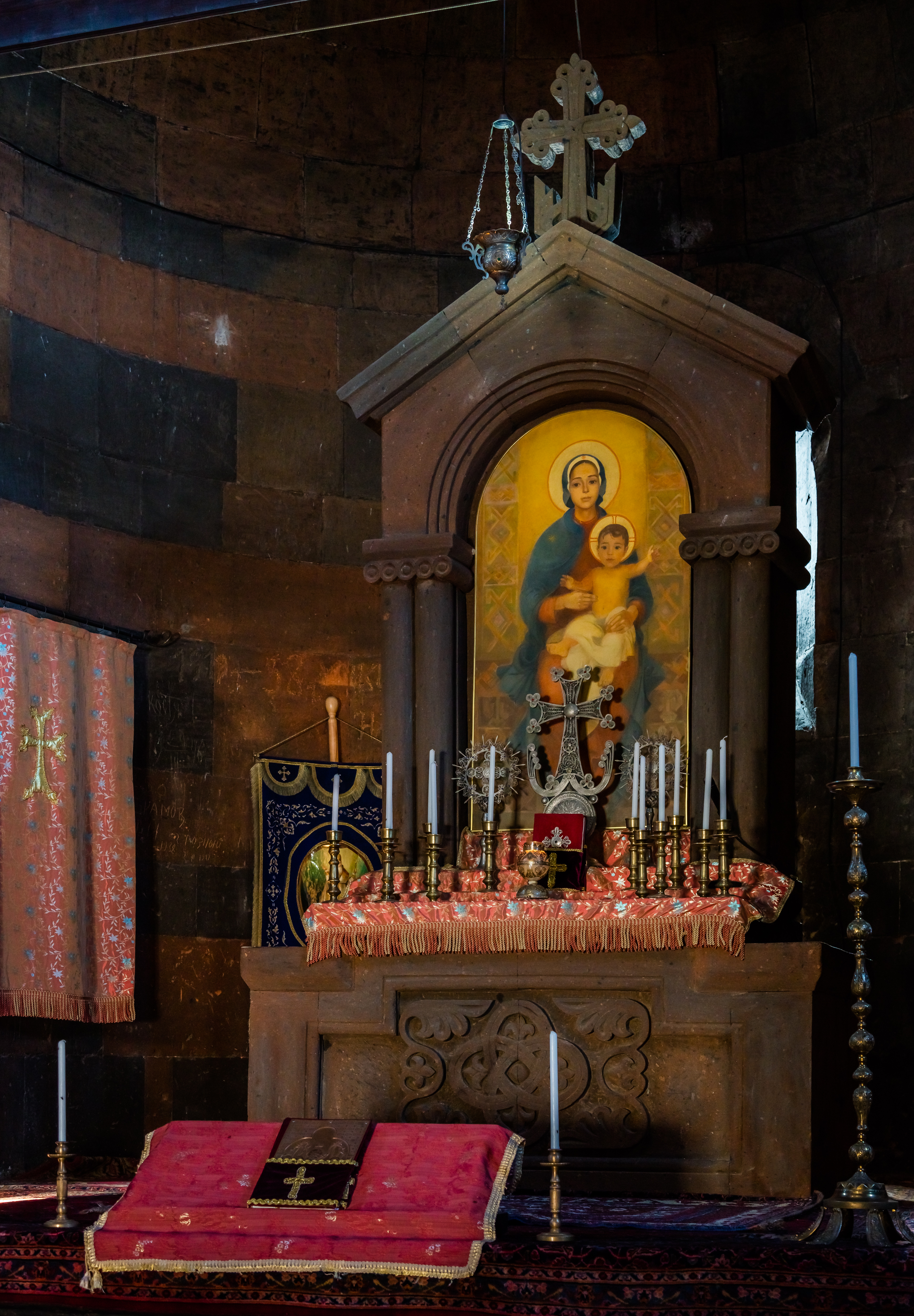
A Szűz Mária-templom oltára 2016-ban (Fotó: Diego Delso)
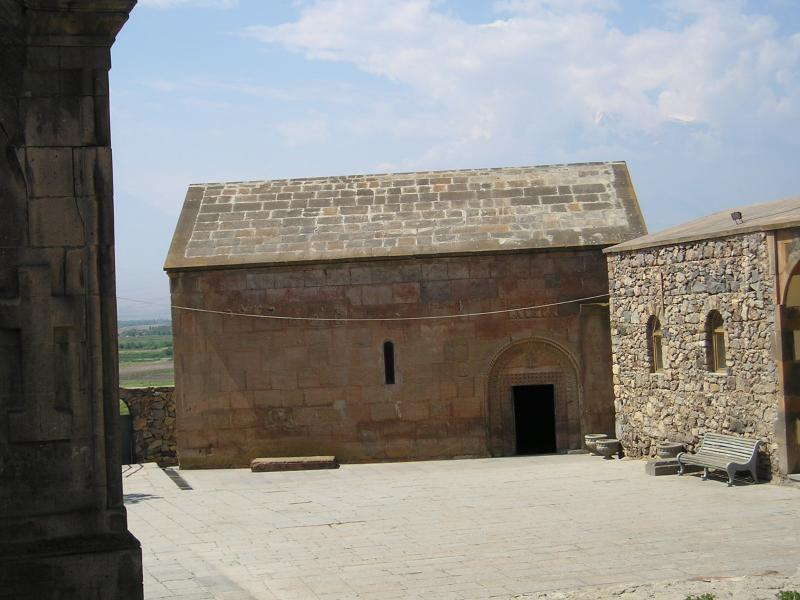
A Szent György-templom
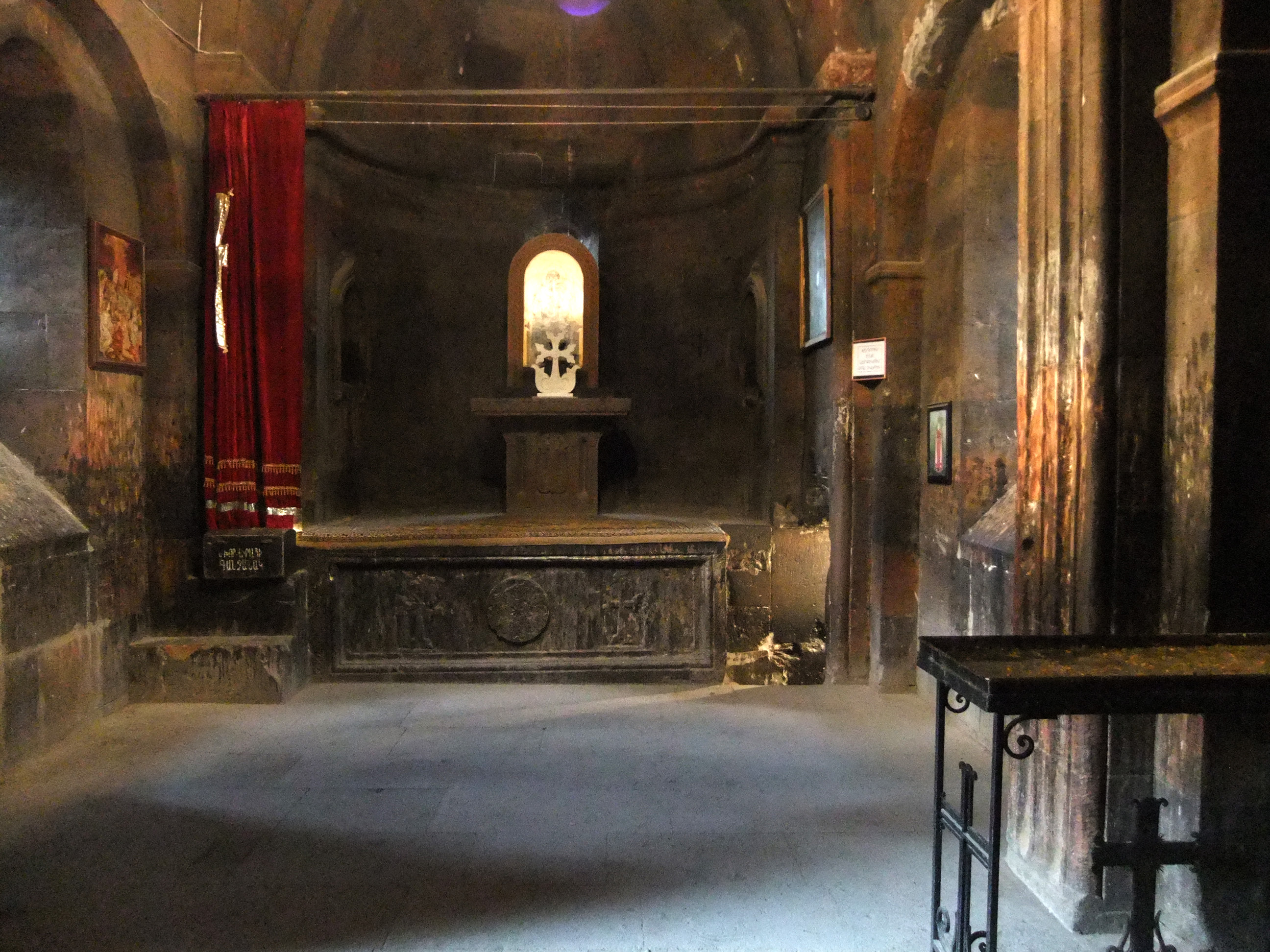
A Szent György-templom oltára (Fotó: Shaun Dunphy)
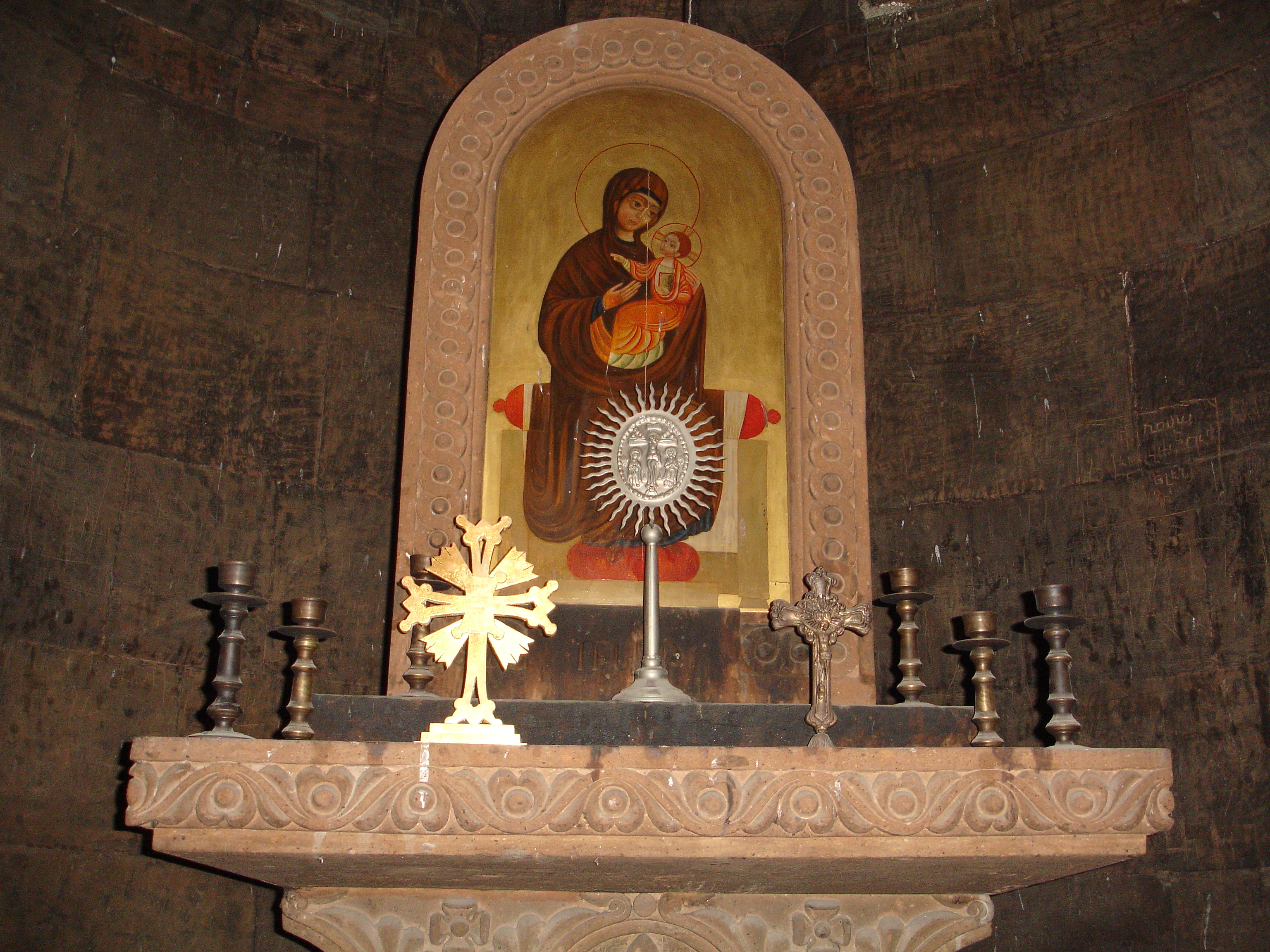
Oltár a Szent György-templomban
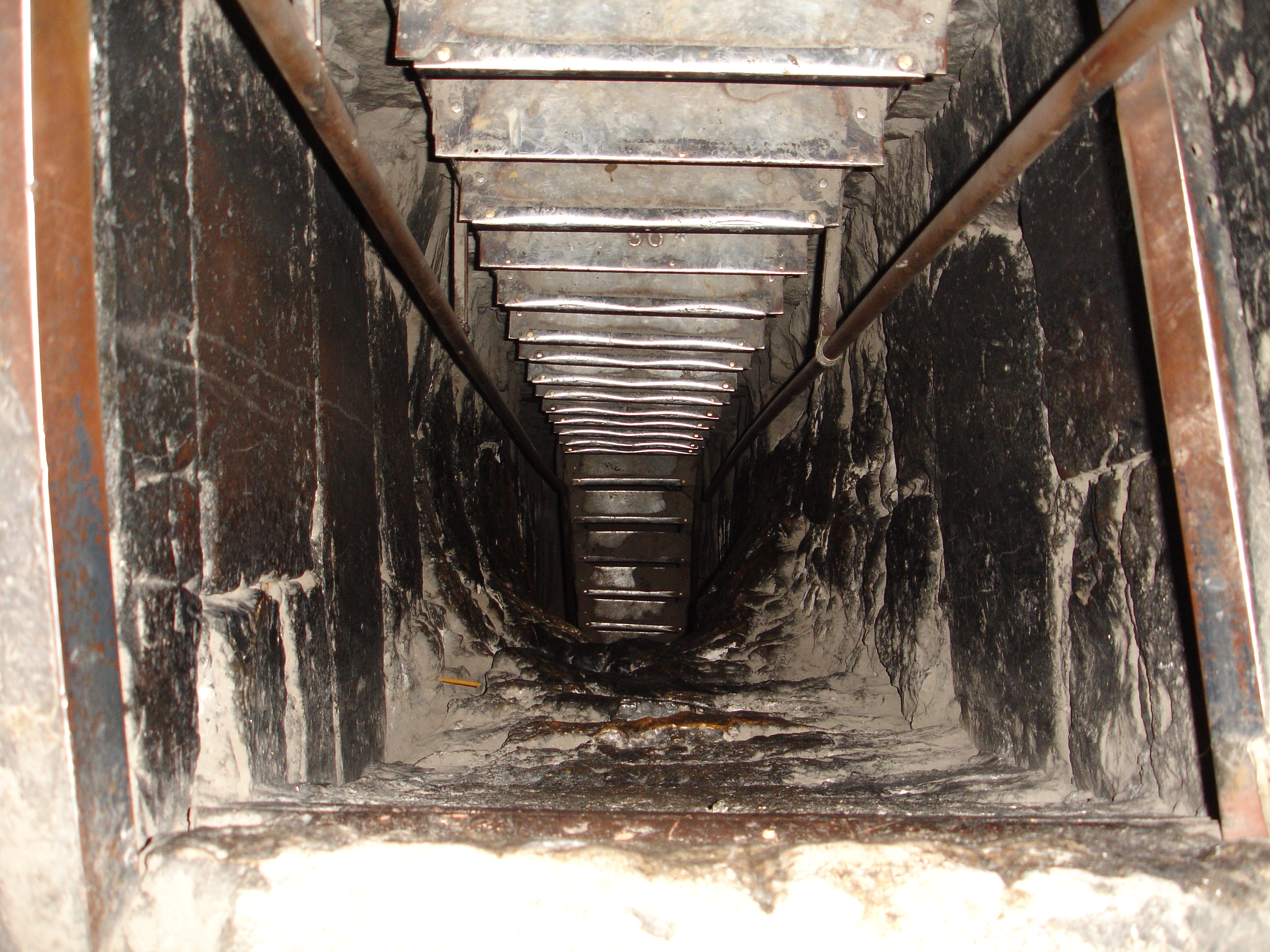
Létra le a verembe
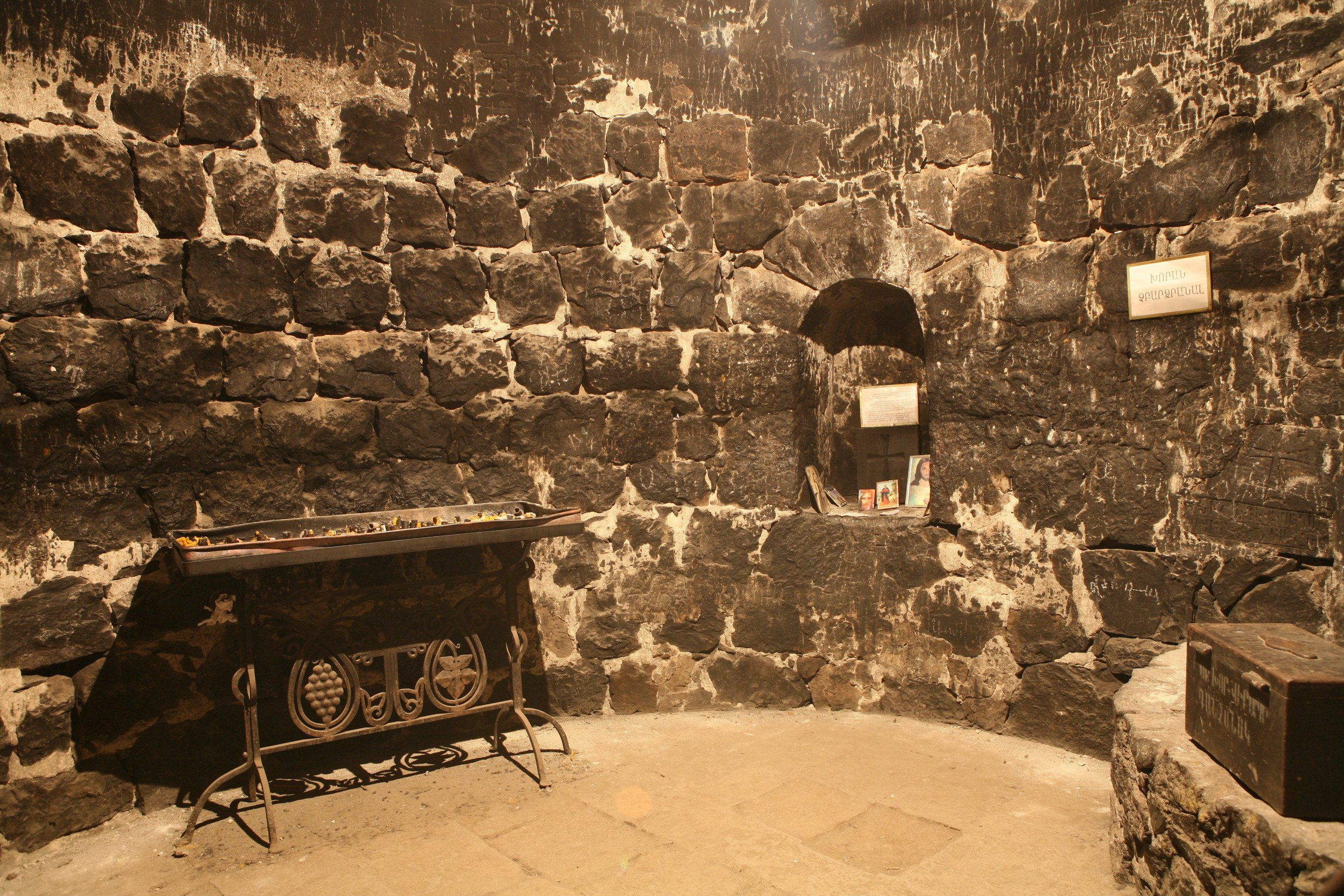
Világosító Szent Gergely cellája a verem alján